# Sajókaza
Kaza-sur-Sajó (en hongrois : Sajókaza) est un village et une commune du comitat de Borsod-Abaúj-Zemplén en Hongrie.